# TV Mania
TV Mania est duo américano-britannique composé du claviériste anglais Nick Rhodes et du guitariste américain Warren Cuccurullo.

## Historique
|                                   |  |  |
| Nick Rhodes et Warren Cuccurullo. |  |  |

À la fin des années 1970, Nick Rhodes est l'un des membres fondateurs du groupe britannique Duran Duran. Au milieu des années 1980, Warren Cuccurullo en ferait partie, après le départ du guitariste d'origine. Après l'échec de l'album de reprises Thank You, sorti en 1995, chacun des membres de Duran Duran se concentre sur des projets annexes. Nick et Warren développent ainsi TV Mania, qu'ils présentent comme un « cybersoap rock opera » mêlant musique, mode, technologie, films et culture pop samplée.
Le duo produit des chansons, lorsque Duran Duran n'est pas réuni. Ils seront cependant crédités comme producteurs de plusieurs titres des albums du groupe Medazzaland (1997) et Pop Trash (2000).
TV Mania développe de nombreuses chansons qui ne seront jamais commercialisées, comme Studio 54 avec Blondie. Nick et Warren commencent à enregistrer un album, Bored with Prozac and The Internet?. Cependant, les bandes de ces enregistrements seront apparemment perdues pendant des années. Nick les retrouvera quelques années plus tard, dans un centre de stockage. L'album est alors remastérisé et sort finalement en 2013
TV Mania a par ailleurs travaillé sur l'album solo de Warren, Road Rage, sorti en 1998.